# Araneus villa
Araneus villa là một loài nhện trong họ Araneidae.
Loài này thuộc chi Araneus. Araneus villa được Herbert Walter Levi miêu tả năm 1991.